# Sport professionnel
Ne doit pas être confondu avec Sport de haut niveau.
 (février 2016).

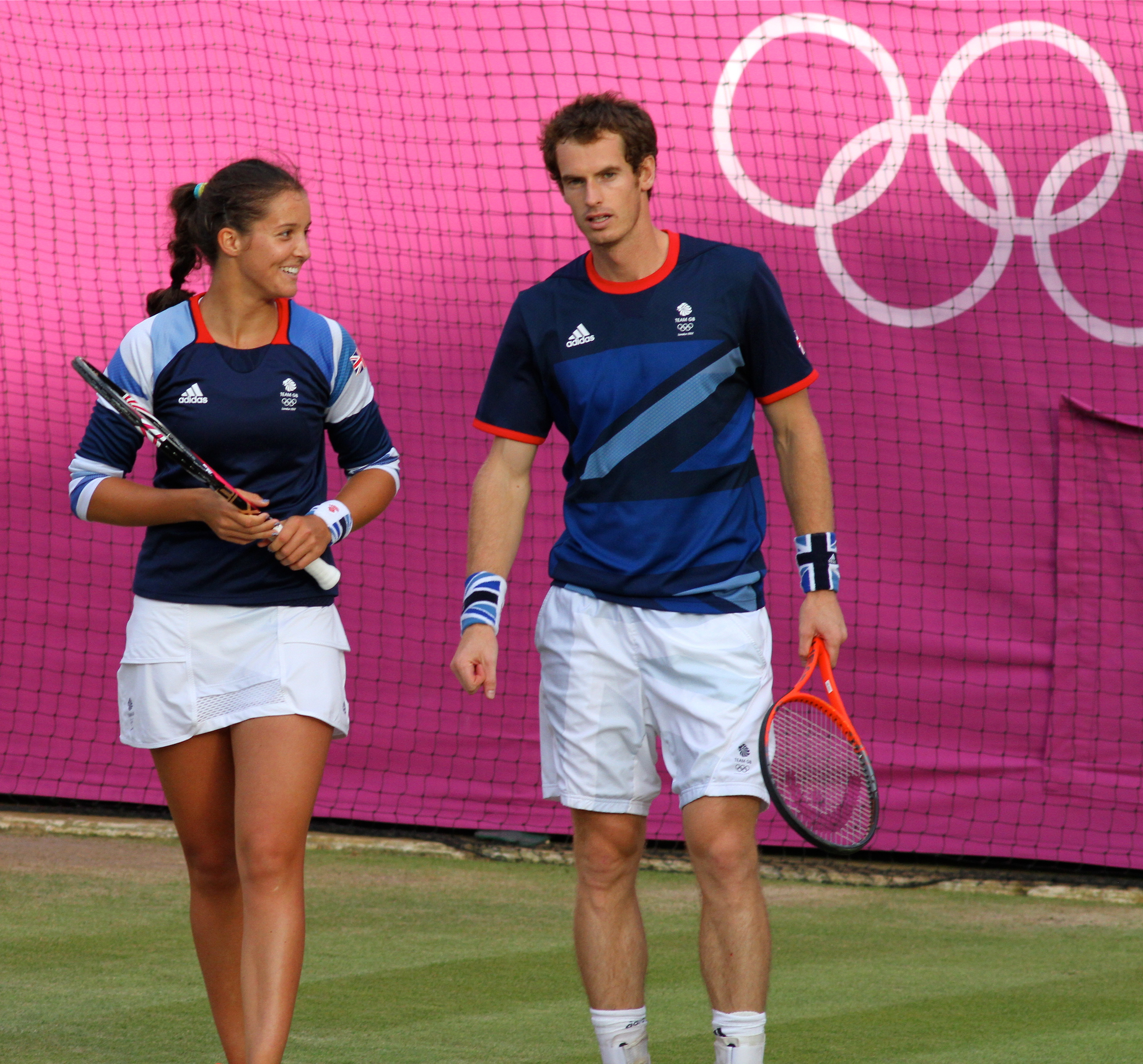
Andy Murray et Laura Robson, athlètes professionnels qui ont participé au tennis en double mixte aux Jeux olympiques d'été de 2012.

Le sport professionnel désigne de manière générale la pratique des sports dans laquelle les sportifs et les cadres — des structures accueillant les sportifs : clubs, etc. — reçoivent une rémunération pour leur activité dans le cadre de compétitions sportives récurrentes, comme des championnats de toute nature.

## Définition
Un sportif est dit « professionnel » lorsqu'il reçoit un salaire de son club ou de son sponsor pour pratiquer son sport. Si ce salaire est insuffisant pour vivre, il est « semi-professionnel ». Le statut professionnel, semi-professionnel ou amateur dépend plus du sport pratiqué que du niveau de compétence.
Le sport universitaire, où les étudiants peuvent toucher des bourses d'études pour leur pratique, et de nombreux sports olympiques requièrent d'être amateur, malgré un niveau de pratique élevé. Dans les sports amateurs, les athlètes peuvent tirer des revenus de leurs résultats sportifs et de contrats de sponsoring, mais ne sont pas salariés par des équipes.

## Historique

### Sport professionnel par défaut
En 580 av. J.-C. à Athènes, Solon promulgue une loi précisant que chaque Athénien vainqueur des Jeux olympiques recevra 500 drachmes. Cette mesure qui vise à motiver les sportifs athéniens officialise le professionnalisme déjà largement répandu dans toute la Grèce antique. La monnaie est une innovation vieille de moins d’un siècle. Les cités se montrent ainsi plus généreuses les unes que les autres, couvrant d’or et d’honneurs les champions qui portaient haut leurs couleurs. Les transferts d’athlètes d’une cité à l’autre se généralisent à cette période, à la grande colère des citoyens-supporters qui manifestent, parfois très violemment, leur mécontentement face à ces authentiques trahisons.
Même phénomène à Rome avec des sommes considérables dévolues aux sportifs. Ainsi, en 146 au décès du célèbre aurige romain Dioclès (104-146) on apprend qu'en 24 ans de carrière, cet « hispanus lusitanus » a pris part à 4257 courses pour 1462 victoires et ses gains financiers en primes de course, de victoire ou de transfert s'élèvent à 35 863 120 sesterces. C’est plus que le fabuleux héritage de Néron (30 millions de sesterces). Le transfert de l'aurige Fuscus de la faction bleue chez les blancs rapporta 400.000 sesterces au jeune cocher.
Le 9 novembre 1527, par lettres patentes du roi de France François Ier le professionnalisme sportif est officialisé en France, en jeu de paume notamment. Ce texte révolutionnaire met en effet sur le même plan les gains d’un joueur de paume et les fruits du travail. Depuis bien longtemps déjà, paris et enjeux ont transformé de fait cette activité sportive en métier pour beaucoup. On recense encore 29 joueurs professionnels de jeu de paume à Paris au milieu des années 1780.
Sur les deux rives de la Manche, les jockeys des courses hippiques sont rémunérés dès le XVIIe siècle, mais il faut attendre 1846 pour assister à la professionnalisation d'un sport collectif : le cricket. Cette année est marquée par la fondation du club professionnel anglais « All-England Eleven ». Cette formation effectue des tournées qui font beaucoup pour la popularisation du jeu. Aux États-Unis, c'est le baseball qui est le premier sport collectif à franchir le Rubicon en 1864 avec le premier cas connu de professionnalisme : A. J. Reach perçoit en effet un salaire quand il quitte les Philadelphia Athletics pour rejoindre Brooklyn. Le 15 mars 1869 se tient le premier match de baseball impliquant un club professionnel : les Cincinnati Red Stockings. Ce choix permet au club de recruter les meilleurs joueurs et les résultats ne se font pas attendre : en ce 15 mars, Antioch College est balayé 41 à 7. Le 4 mai 1871, Fort Wayne Kekiongas s’impose 2-0 face à Cleveland’s Forest City Club à l’occasion du premier match de championnat professionnel de baseball (National Association). La fondation à La Havane de la première ligue cubaine professionnelle de baseball a lieu le 29 décembre 1878.

### Premières critiques du sport professionnel
Les nouveaux sports individuels sont également touchés par ce mouvement de professionnalisation dès le milieu du XIXe siècle. Ainsi, depuis les années 1850, les tournois britanniques de golf sont dotés de prix en espèces. En France, les courses à pied sont également dotées de prix en espèces dès 1853. Pendant trois décennies, les coureurs professionnels français s'affublent de surnoms comme « Cerf Volant », « L’homme éclair » ou « l’homme vapeur ». Au milieu des années 1880, Georges de Saint-Clair et Ernest Demay lancent une campagne de « purification » de l'athlétisme français et obtiennent l'interdiction de ces courses professionnelles. En réaction à cette politique, l'Union des Sociétés Professionnelles d'Athlétisme est créée à Paris. Une fédération du même type se crée à Paris dans la foulée concernant la natation.
Le football anglais prend contact avec le professionnalisme en 1876 et les premiers cas de professionnalisme dans le football anglais à Sheffield avec Peter Andrews (Sheffield's Heeley Club) et J. J. Lang (The Wednesday). En 1882, la fédération anglaise (FA) autorise le remboursement des frais pour les joueurs concernant les rencontres de la FA Cup, mais interdit le professionnalisme dont l’usage se répand pourtant inexorablement. Après deux ans de débats, la FA autorise finalement le professionnalisme le 20 juillet 1885, mais tient à encadrer ce statut. Les autres fédérations britanniques (surtout celle d'Écosse), mais aussi la Sheffield Association y sont opposées. Cette évolution est voulue par les clubs du nord et du centre de l'Angleterre tandis que le sud du pays, Londres inclus, veut conserver les « valeurs » de l'amateurisme.
On retrouve le même mouvement anti-professionnel en France à cette même période. Le cyclisme a désormais adopté le statut professionnel, et les tenants de l'amateurisme peinent à endiguer le phénomène. À Londres, le club de football de Royal Arsenal devient le Woolwich Arsenal et passe professionnel en 1891. C’est le premier club du Sud du pays à opter pour ce statut. Le 20 septembre 1893, un vote douteux repoussant le professionnalisme en rugby se tient à Londres. Lors de l’assemblée générale de la Rugby Football Association. De nombreux votants venus du Nord du pays n’ont pas pu exercer leur droit de vote, et il apparaît clair que ces nordistes auraient nettement fait pencher la balance en faveur d’une adoption du professionnalisme... En réaction, le 29 août 1895, fondation à Huddersfield de la Northern Football Union par 22 clubs du Nord de l’Angleterre lassés par l’attitude bornée de la Rugby Football Union concernant, notamment, le professionnalisme. C’est le point de départ du rugby à XIII (rugby league), même si le passage de 15 à 13 joueurs remonte seulement à 1906.

### Création d'une définition du professionnalisme
De 1859 à 1875, plusieurs tentatives de recréer des Jeux olympiques sont faites en Grèce. Elles s'interrompent en 1875, notamment en raison de la difficulté à rassembler l'argent nécessaire pour payer les vainqueurs comme c'était le cas dans la Grèce antique et de critiques du professionnalisme par des intellectuels grecs, et ce malgré le succès de l'édition de 1870 qui rassemble 30 000 spectateurs.
Le Racing club de France qui est créé en 1882 recrute exclusivement ses membres parmi les meilleures familles parisiennes et part en croisade contre le professionnalisme. La fédération omnisports de l'USFSA est notamment formée pour échapper à ce péril professionnel. C'est sur cette fédération que Pierre de Coubertin s'appuie pour rénover les Jeux olympiques en 1896. Ainsi, les JO se feront, un siècle durant, les chantres de l'amateurisme.
En 1884, l'Union des sociétés françaises de sports athlétiques affiche dans ses statuts la définition suivante : « Est amateur tout gentleman qui n’a jamais pris part à un concours public ouvert à tout venant ou pour de l’argent provenant des admissions sur le terrain ou autrement; ou avec des professionnels pour un prix ou pour de l’argent provenant des admissions sur le terrain ou autrement, ou qui n’a jamais été à aucune période de sa vie, professeur ou moniteur d’exercices de ce genre comme moyen d’existence ». Le problème de cette volonté d'amateurisme est qu'elle justifie un système où le sport d'élite est pratiqué par les classes aisées, tandis que les personnes moins riches ne peuvent dédier leur temps à l'entraînement qu'en se professionnalisant et en se fermant la porte des compétitions internationales. Pierre de Coubertin soutient l'amateurisme et l'impose dans les Jeux olympiques modernes au lieu d'appliquer la conception antique des Jeux.
L'idéologie amateuriste s'opposa vivement au professionnalisme sportif tout au long du XXe siècle. Le summum fut atteint pendant la Seconde Guerre mondiale en France avec l'interdiction pure et simple du sport professionnel par le régime de Vichy en 1942. Football, cyclisme, tennis, rugby à XIII, pelote basque et boxe, qui s'étaient professionnalisés, parfois de longue date, étaient condamnés à un retour au statut amateur. Le rugby à XIII fut même interdit. Le football et le cyclisme échappèrent à ce sort en raison de leur popularité. Le tennis, la pelote et la boxe bénéficiaient de soutien en haut-lieu.
Le principal argument contre l'idéologie amateuriste était la transparence. En effet, l'amateurisme marron, c'est-à-dire la rémunération occulte ou la fourniture d'emplois de complaisance à des sportifs officiellement amateurs était une règle quasiment universelle. Elle avait ainsi touché le football français depuis la fin du XIXe siècle et la Fédération française de football décida d'y mettre un terme en acceptant les joueurs professionnels en 1930.

### Retour de la professionnalisation
Jusqu'aux années 1970, la grande majorité des courses cyclistes est organisée par un titre ou groupe de presse, et l'essor de la télévision donne plus de visibilité aux sponsors, qui se multiplient. L'abolition de la séparation entre sport amateur et professionnel intervient aux Jeux olympiques en 1980 sous la direction de Juan Antonio Samaranch.
Cette opposition prit fin dans les années 1990. Les Jeux olympiques, bastion historique de l'amateurisme, se sont professionnalisés entre 1988 et 1992. Le rugby à XV, autre pilier du temple amateur, cède dans la foulée (1995).
Aujourd'hui, en France, nombre de sports sont pratiqués par des professionnels. Si les sports individuels n'impliquent souvent que quelques athlètes professionnels, les sports collectifs représentent le gros du contingent. Le football, si longtemps raillé pour son statut professionnel, est l'un des rares grands sports à ne pas avoir mis en place de championnat professionnel pour les féminines. Basket-ball, handball et volley offrent en effet un statut professionnel aux femmes comme aux hommes. En rugby, hockey sur glace et football, les hommes sont seuls concernés.
Le mercato est un exemple principal de sport professionnel dans le football.

## Sources de financement

### Sponsorat
Une équipe cycliste est une petite ou moyenne entreprise qui prend le nom de son sponsor principal pendant la durée du contrat avec ce dernier. Certaines équipes sont des filiales de sponsors, ce qui leur apporte une meilleure stabilité et engage plus fortement le sponsor. Leurs sources de revenus sont peu diversifiées, contrairement aux équipes de sports collectifs qui bénéficient de la billetterie. Les droits télévisuels peuvent être captés par des équipes ou par les organisateurs de compétitions selon le sport et l'événement. En 2014, en cyclisme français, les sponsors financent 94 % du fonctionnement des équipes professionnelles et les sponsors restent deux ou trois ans.
L'importance des sponsors encourage les équipes à soutenir des circuits d'épreuves fonctionnant comme un feuilleton, avec un storytelling permettant une meilleure couverture médiatique. Or, cela a des conséquences sur le coût de fonctionnement des équipes et sur les corps des coureurs rapidement épuisés, qui se tournent parfois vers le dopage pour continuer à produire des performances en permanence.

### Billetterie
Les équipes de sports collectifs bénéficient de la billetterie.

### Droits télévisuels
Les droits télévisuels peuvent être captés par des équipes ou par les organisateurs de compétitions selon le sport et l'événement.

## Inégalités
Les équipes et sportifs professionnels ont des budgets extrêmement variables.

## Enjeux
Il existe un grand débat sur l'acceptabilité ou non du sport professionnel. Le fait de ne pas toucher de rémunération pour la pratique peut être vu comme une garantie de probité et de désintéressement ; d'un autre côté, les tenants du sport professionnel font remarquer les revenus élevés de la médiatisation du sport. Il peut donc y avoir une dissonance entre les acteurs économiques du sports (médias et sponsors en tête) et les valeurs morales associées à la pratique par le monde sportif.
Le sport professionnel est encadré par les fédérations plutôt que par le droit du travail classique. Les sportifs professionnels n'ont donc pas accès à certaines ressources dont un droit et une médecine du travail spécifiques et indépendants, une représentation syndicale (sauf exceptions comme l'Union nationale des footballeurs professionnels[réf. nécessaire]) ou des conventions collectives, ce qui fait peu ressembler la discipline à un métier classique.